# Handel en Nijverheid
Handel en Nijverheid was een Belgisch Nederlandstalig ledenblad uitgegeven door het Vlaamsch Handelsverbond.
Het maandblad werd uitgegeven vanaf ca. 1908.